# Slišane
Slišane (en serbe cyrillique : Слишане) est un village de Serbie situé dans la municipalité de Lebane, district de Jablanica. Au recensement de 2011, il comptait 119 habitants.

## Démographie
| 1948  | 1953  | 1961 | 1971 | 1981 | 1991 | 2002 | 2011 |
| ----- | ----- | ---- | ---- | ---- | ---- | ---- | ---- |
| 1 113 | 1 135 | 960  | 816  | 599  | 409  | 245  | 119  |

|  |